# Newsha Tavakolian
Pour les articles homonymes, voir Tavakolian.
Newsha Tavakolian (en persan : نیوشا توکلیان), née en 1981 à Téhéran,  est une photojournaliste iranienne. 
Elle est membre de l'agence Magnum depuis 2015.

## Biographie
Newsha Tavakolian naît en 1981 à Téhéran. 
Autodidacte, Newsha Tavakolian commence à publier des photographies dans le magazine Zan en 1997. 
En 1999, elle couvre la révolte étudiante à Téhéran, puis commence une carrière de photoreporter internationale en 2002 pour l'agence Polaris.
Elle crée Rawiya, un groupe de femmes photojournalistes au Moyen-Orient pour donner un point de vue différent sur la région.
Elle est lauréate du prix Carmignac Gestion du photojournalisme  en 2013 mais y renonce en septembre 2014 à cause de divergences de vues avec Édouard Carmignac au moment de la publication du travail financé par le prix,. En octobre, un accord est trouvé entre le jury et Édouard Carmignac, ce qui lui permet de récupérer son prix et son exposition qui aura finalement lieu entre le 13 mai et le 7 juin 2015 à la Chapelle des Petits Augustins.
Elle entre à l'agence Magnum en 2015.
Elle a été publiée dans les principaux magazines de la presse occidentale : Time, Newsweek, Stern, Le Figaro, Colors, The New York Times, Der Spiegel, Le Monde, NRC Handelsblad.

## Publications
- The Fifth Pillar, Hajj Pilgrimage, Gilgamesh Publishing House, 2012

## Récompenses
- 2003 : Image de l'année, Magazine Feature Category (finaliste) National Press Photographers Association and Missouri School of Journalism.
- 2006 : Joop Swart Masterclass, World Press Photo.
- 2006 : Still Photography Award, All Roads Film Project, National Geographic.
- 2007 : Inge Morath Award (finaliste), agence Magnum Photos.
- 2009 : Magic of Persia Contemporary Art Prize, (finaliste).
- 2013 : Prix du photojournalisme - Fondation Carmignac pour Iran : Blank Pages of an Iranian Photo Album ; l'œuvre aurait dû être exposée à la Chapelle de l'École nationale supérieure des beaux-arts de Paris en 2014 (la lauréate renonce à son prix et l'exposition est ajournée pour cause de désaccord avec Édouard Carmignac[5]). L'exposition se tiendra finalement entre le 13 mai et le 7 juin 2015 à la Chapelle de l'École nationale supérieure des Beaux-Arts.

## Expositions
- 2005 :
  - Silk Road Gallery, Téhéran
- 2008 :
  - EVE Women Photographers Collective, Festival de photographie d'Angkor, Cambodge
  - Made in Tehran: 6 Frauen-Blicke, galerie Cicero, Berlin
- 2009 :
  - Iran Inside Out, Chelsea Art Museum, New York
- 2010 :
  - Jungle, galerie Shirin, Téhéran
  - Black or White, galerie Verso, Turin
  - No More Bad Girls ?, Kunsthalle Exnergasse, Vienne
- 2011 : 
  - My Super Hero, Morono Kiang Gallery, Los Angeles
  - Good City For Dreamers, galerie Nicolas Silin, Paris
- 2012 :
  - Listen, Paris Photo, Paris
  - Maria Series, IIIe biennale internationale des jeunes artistes de Moscou
  - Hajj, Journey of a Lifetime, British Museum, Londres
  - May Your Wish Come True, Gonzalez Hulshof Gallery, Amsterdam
  - Somehow, Somewhat in the Middle of Things, Lhgwr Gallery, La Haye
- 2013 :
  - Look/Listen, Bildmuseet Contemporary Art and Visual Culture, Umeå, Suède
  - Mothers of Martyrs, Musée Victoria et Albert, Londres
  - Maria Series, Mark Hachem Gallery, Beyrouth
- 2015 :
  - Blank Pages of an Iranian Photo Album, Chapelle des Beaux-arts de Paris[7].